# Улица Пушкина (Баку)
Улица Пу́шкина (азерб. Puşkin küçəsi) — улица в Насиминском районе города Баку. От Проспекта Нефтяников до Проспекта Свободы.
К улице примыкает Пушкинский сквер. На улице расположен и памятник поэта.

## История
Прежнее название улицы — Вокзальная, современное название в честь великого русского поэта А. С. Пушкина.

## Достопримечательности

Памятник А. С. Пушкину в одноимённом сквере на улице Пушкина